# ランデン・ループ
- ランデン・ロウプ

ランデン・ブライス・ループ（Landen Brice Roupp, 1998年9月10日 - ）は、アメリカ合衆国ノースカロライナ州ロッキーマウント出身のプロ野球選手（投手）。右投右打。MLBのサンフランシスコ・ジャイアンツ所属。

## 経歴
2021年のMLBドラフト12巡目（全体356位）でサンフランシスコ・ジャイアンツから指名され、プロ入り。契約後、傘下のルーキー級アリゾナ・コンプレックスリーグ・ジャイアンツでプロデビュー。A級サンノゼ・ジャイアンツでもプレーし、2チーム合計で5試合に登板して防御率2.25、14奪三振を記録した。
2022年はA級サンノゼ、A+級ユージーン・エメラルズ、AA級リッチモンド・フライングスクウォーレルズでプレーし、3チーム合計で26試合（先発14試合）に登板して10勝3敗、防御率2.60、152奪三振を記録した。
2023年はAA級リッチモンドでプレーし、10試合に登板して防御率1.74、42奪三振を記録した。
2024年は開幕日の3月28日にメジャー契約を結んでアクティブ・ロースター入りすると、翌29日のサンディエゴ・パドレス戦でメジャーデビュー。この年メジャーでは23試合（先発4試合）に登板して1勝2敗、防御率3.58、47奪三振を記録した。

## 投球スタイル
シンカーとカーブを主体とするグラウンドボールピッチャーである。

## 詳細情報

### 年度別投手成績
| 年 度    | 球 団    | 登 板 | 先 発 | 完 投 | 完 封 | 無 四 球 | 勝 利 | 敗 戦 | セ 丨 ブ | ホ 丨 ル ド | 勝 率 | 打 者 | 投 球 回 | 被 安 打 | 被 本 塁 打 | 与 四 球 | 敬 遠 | 与 死 球 | 奪 三 振 | 暴 投 | ボ 丨 ク | 失 点 | 自 責 点 | 防 御 率 | W H I P |
| -------- | -------- | ----- | ----- | ----- | ----- | -------- | ----- | ----- | -------- | ----------- | ----- | ----- | -------- | -------- | ----------- | -------- | ----- | -------- | -------- | ----- | -------- | ----- | -------- | -------- | ------- |
| 2024     | SF       | 23    | 4     | 0     | 0     | 0        | 1     | 2     | 0        | 1           | .333  | 217   | 50.1     | 43       | 2           | 26       | 0     | 1        | 47       | 3     | 2        | 21    | 20       | 3.58     | 1.37    |
| MLB：1年 | MLB：1年 | 23    | 4     | 0     | 0     | 0        | 1     | 2     | 0        | 1           | .333  | 217   | 50.1     | 43       | 2           | 26       | 0     | 1        | 47       | 3     | 2        | 21    | 20       | 3.58     | 1.37    |

- 2024年度シーズン終了時

### 背番号
- 65（2024年 - ）